# Brettener Straße 27 (Oberderdingen)

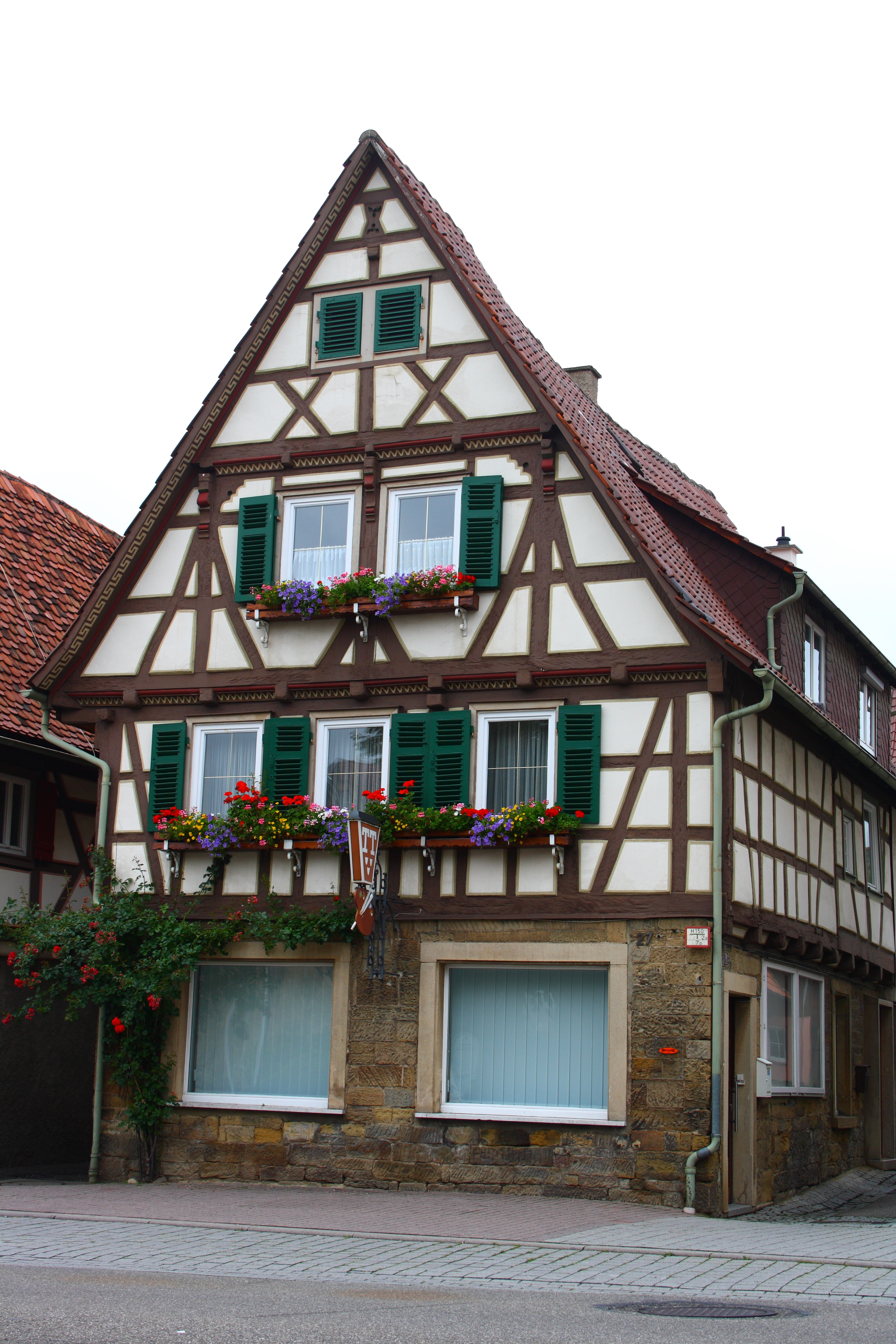
Fachwerkhaus Brettener Straße 27 in Oberderdingen

Das Gebäude Brettener Straße 27 ist ein Fachwerkhaus in Oberderdingen, einer Gemeinde im Landkreis Karlsruhe in Baden-Württemberg, das ursprünglich im 16. Jahrhundert errichtet wurde.

## Beschreibung
Das lange Zeit als Wohn- und Geschäftshaus genutzte Gebäude steht mit dem Westgiebel zur Straße und befindet sich gegenüber dem Amthof. Über dem massiven Erdgeschoss erhebt sich ein Fachwerkstock und zwei Dachstöcke, die überkragen. Die Fenster wurden in neuerer Zeit vergrößert und der untere Dachstock wurde zur Wohnung ausgebaut. Als Zierformen sehen wir den Fränkischen Mann und Andreaskreuze. Die Konsolen mit Wülsten und Kehlen sind typisch für das 16. Jahrhundert.